# Dècada del 410
La dècada del 410 comprèn el període que va des de l'1 de gener del 410 fins al 31 de desembre del 419.

## Personatges destacats
- Agustí d'Hipona
- Constantí (usurpador)
- Flavi Honori, emperador romà d'Occident